# Paul England
Paul England, avstralski dirkač Formule 1, * 28. marec 1929, Melbourne, Avstralija, † 17. junij 2014.

## Življenjepis
V svoji karieri je nastopil le na dirki za Veliko nagrado Nemčije v sezoni 1957, kjer je z dirkalnikom Formule 2 Cooper-Climax odstopil v četrtem krogu.

## Svetovno prvenstvo Formule 1
(legenda) (odebeljene dirke pomenijo najboljši štartni položaj, poševne pa najhitrejši krog, †-uvrščen kljub odstopu)
| Leto | Moštvo               | Šasija          | Motor             | 1   | 2   | 3   | 4   | 5  | 6       | 7   | 8   | Prv | Toč |
| ---- | -------------------- | --------------- | ----------------- | --- | --- | --- | --- | -- | ------- | --- | --- | --- | --- |
| 1957 | Ridgeway Managements | Cooper T41 (F2) | Climax Straight-4 | ARG | MON | 500 | FRA | VB | NEM Ret | PES | ITA | NC  | 0   |